# Manny Legace
Emmanuel Legace, detto Manny (Toronto, 4 febbraio 1973), è un ex hockeista su ghiaccio canadese.

## Palmarès

### Olimpiadi
- Argento a Lillehammer 1994.